# A bátrak kapitánya
A bátrak kapitánya (eredeti cím: Captains Courageous) egy 1937-es Victor Fleming rendezésében készült amerikai kalandfilm. A történet alapjául Rudyard Kipling regénye szolgált. A produkciót négy Oscar-díjra jelölték, melyből legjobb férfi főszereplő kategóriában sikerült nyernie. Eredetileg Tengeri titánok címen forgalmazták Magyarországon még 1937-ben.

## Történet
|  | Alább a cselekmény részletei következnek! |

Az elkényeztetett Harvey Cheyne (Freddie Bartholomew), az engedékeny és sokat távollévő gazdag üzleteember, Frank Burton Cheyne (Melvyn Douglas) fia. Az osztálytársai közösítik a magániskolában, ahol tanul, és végül rossz magatartásért fel is függesztik. Az apja ekkor rájön, hogy a fiára több figyelmet kell fordítania, ezért magával viszi üzleti útjára Európába egy transzatlanti gőzhajón.
Harvey az arrogáns viselkedésének köszönhetően kizuhan a hajóból Új-Fundland vizein. Egy portugál amerikai halász, Manuel Fidello (Spencer Tracy) menti ki az óceánból és veszi fel szkúnerjére, az Itt vagyunkra. Harveynak nem sikerül meggyőzni Disko Troop kapitányt (Lionel Barrymore), hogy tegye ki a parton, még a gazdag apjára hivatkozva se. Bár a kapitány felajánl neki egy alulfizetett fedélzeti munkát arra a három hónapra, míg vissza nem térnek a partra. Mivel nincs más választása, Harvey elfogadja. Összebarátkozik a kapitány fiával, Dannel (Mickey Rooney), aki tanítani kezdi a tengeri munka fortélyaira.
Manuel irányítása alatt Harvey egyre több mindent kezd eltanulni, és kezd rájönni, hogy addigi élete nem a jó úton haladt. Manuelben egy apafigurára is lel, mert valódi apja sose volt igazán vele, és könyörög a férfinak, hogy hagy maradhasson az Itt vagyunkon azután is, miután partot értek. Egy szoros versenyben a rivális Jennie Cushman szkúnerrel, hogy ki ér előbb a gloucesteri kikötőbe, Manuel felmászik az árbócra, hogy behajtsa a vitorlát, de amikor az árbóc megreped alatta, a vízbe zuhan a vitorla kötelébe csavarodva. Elvágja a kötelet, és örökre a víz alá merül. Így Harvey elveszti pótapját és legjobb barátját egyben.
Végül a szkúner kiköt, és Harvey újra találkozik apjával. A halászváros Gloucesterbe igyekezvén Harvey apja rádöbben, hogy énközpontú fiából előzékeny és érett fiatalember vált. Harvey eleinte nem hajlandó elfogadni apja vigasztalását, egyedül akarja gyászolni Manuelt, de végül megenyhül apja felé.

## Szereposztás
| Színész             | Karakter            |
| ------------------- | ------------------- |
| Spencer Tracy       | Manuel Fidello      |
| Freddie Bartholomew | Harvey Cheyne       |
| Lionel Barrymore    | Disko Troop         |
| Melvyn Douglas      | Frank Burton Cheyne |
| Mickey Rooney       | Dan Troop           |
| John Carradine      | Long Jack           |
| Charley Grapewin    | Salters             |
| Oscar O'Shea        | Walt Cushman        |
| Walter Kingsford    | Dr. Finley          |
| Bill Burrud         | Charles Jamison     |

## Fogadtatás
A The New York Times kritikája szerint a film élénken festi le Kipling regényének minden egyes oldalát.

## Oscar-díj
- Oscar-díj (1938)
  - díj: legjobb férfi főszereplő – Spencer Tracy
  - jelölés: legjobb film – Metro-Goldwyn-Mayer
  - jelölés: legjobb adaptált forgatókönyv – Marc Connelly, Dale Van Every, John Lee Mahin
  - jelölés: legjobb vágó – Elmo Veron

## Fordítás
- Ez a szócikk részben vagy egészben  a   Captains_Courageous (1937 film) című angol Wikipédia-szócikk fordításán alapul.  Az eredeti cikk szerkesztőit annak laptörténete sorolja fel. Ez a jelzés csupán a megfogalmazás eredetét és a szerzői jogokat jelzi, nem szolgál a cikkben szereplő információk forrásmegjelöléseként.